# Dziubaczek żółtoskrzydły
Dziubaczek żółtoskrzydły (Acompocoris pygmaeus) – gatunek pluskwiaka z podrzędu różnoskrzydłych i rodziny dziubałkowatych.  Zamieszkuje palearktyczną Eurazję, a ponadto zawleczony został do Nearktyki. Bytuje na drzewach iglastych, gdzie poluje głównie na mszyce.

## Taksonomia
Gatunek ten opisany został po raz pierwszy w 1807 roku Carla Fredrika Falléna pod nazwą Lygaeus pygmaeus. Jako lokalizację typową wskazano Pargas w Finlandii. W 1875 roku Odo Reuter przeniósł go do rodzaju Acompocoris, a w 1909 roku George Willis Kirkaldy wyznaczył go gatunkiem typowym tegoż rodzaju.

## Morfologia
Pluskwiak o podługowato-owalnym ciele długości od 2,5 do 3,5 mm. Głowa jest czarna z ciemnymi czułkami. Trójczłonowa, zakrzywiona kłujka w spoczynku sięga do środkowej lub tylnej pary bioder. Przedplecze jest czarne, trapezowate z wyraźną obrączką apikalną na przedzie, wykraczającą całkowicie poza przednie kąty. Trójkątna tarczka również jest czarna. Półpokrywy są wyraźnie szagrynowane, zawsze jednolicie brudnożółte do brązowożółtych z jasną, zwykle przezroczystą zakrywką. Zatułów ma trójkątny wierzchołek. Kanalik wyprowadzający gruczołów zapachowych zatułowia jest prawie prosty, jednak zewnętrznym końcem nieco odgięty dogłowowo, niewyniesiony ponad powierzchnię zatułowia. Odnóża tylnej pary niemal stykają się biodrami. Genitalia samca cechują się paramerami węższymi niż u A. brevirostris i krótszymi niż u A. alpinus. Samica charakteryzuje się rurką kopulacyjną wchodzącą w błonę międzysegmentalną po lewej stronie i pozbawioną wyrostka bocznego u podstawy.

## Ekologia i występowanie
Owad ten zasiedla lasy, rzadziej pojawiając się w parkach czy ogrodach. Bytuje na drzewach iglastych, w tym sosnach i modrzewiach. Zarówno larwy, jak i owady dorosłe są drapieżnikami żerującymi na mszycach, a rzadziej na innych owadach.
Gatunek pierwotnie palearktyczny. W Europie znany jest z Hiszpanii, Irlandii, Wielkiej Brytanii, Francji, Belgii, Holandii, Luksemburga, Niemiec, Szwajcarii, Austrii, Włoch, Danii, Szwecji, Norwegii, Finlandii, Estonii, Łotwy, Polski, Czech, Słowacji, Białorusi, Ukrainy, Mołdawii, Chorwacji, Bułgarii, Albanii, Macedonii Północnej oraz europejskiej części Rosji. W Azji podawany jest z Turcji, syberyjskiej i dalekowschodniej części Rosji, Mongolii i północnych Chin. Ponadto zawleczony został do Kanady w Ameryce Północnej.